# Soutorredondo
Soutorredondo es una aldea situada en la parroquia de Lesende en el municipio de Lousame, provincia de La Coruña, Galicia, España. 
En 2021 tenía una población de 14 habitantes (8 hombre y 6 mujeres). Está situada a 104 metros sobre el nivel del mar a 4 km de la cabecera municipal. Las localidades más cercanas son Lesende y Quintáns y Cerquides.